# Cobra (milícia)
A Milícia Cobra, também conhecida como Forças Democráticas e Patrióticas (Forces Démocratique and Patriotique, FDP), foi uma milícia que lutou por Denis Sassou Nguesso durante os conflitos armados na República do Congo. Recrutando principalmente a partir do norte despovoado da República do Congo, a milícia Cobra tinha uma força militar de 8.000 membros.

## História
Fundada em 1993 ou antes, a milícia Cobra foi um grupo leal a Denis Sassou Nguesso. Em 1993, a primeira guerra civil irrompeu. Durante a guerra, a milícia Cobra lutou contra a Milícia Cocoye de Pascal Lissouba matando até 2.000 pessoas, terminando em um acordo de paz.
Em 1997, a segunda guerra civil eclodiu entre a milícia Cobra de um lado e a Milícia Cocoye, a Milícia Nsiloulou, e sua ex-aliada, a Milícia Ninja, do outro. Com a ajuda de Angola, a Milícia Cobra foi capaz de ganhar vantagem e derrotar as forças pró-Lissouba. 

### Queda de Brazzaville
Em Brazzaville, uma batalha entre as forças pró-Lissouba e a Milícia Cobra deixou grande parte da capital destruída, com ruínas incendiadas e veículos blindados destroçados. Enquanto as forças pró-Lissouba recuavam após uma batalha feroz, a milícia Cobra saqueava centenas de casas, empresas e veículos.

## Violação dos direitos humanos
A milícia Cobra cometeu inúmeras violações dos direitos humanos, assassinando deliberadamente civis desarmados acusados de apoiar seus inimigos, além de estupros e pilhagem.